# Lasalle

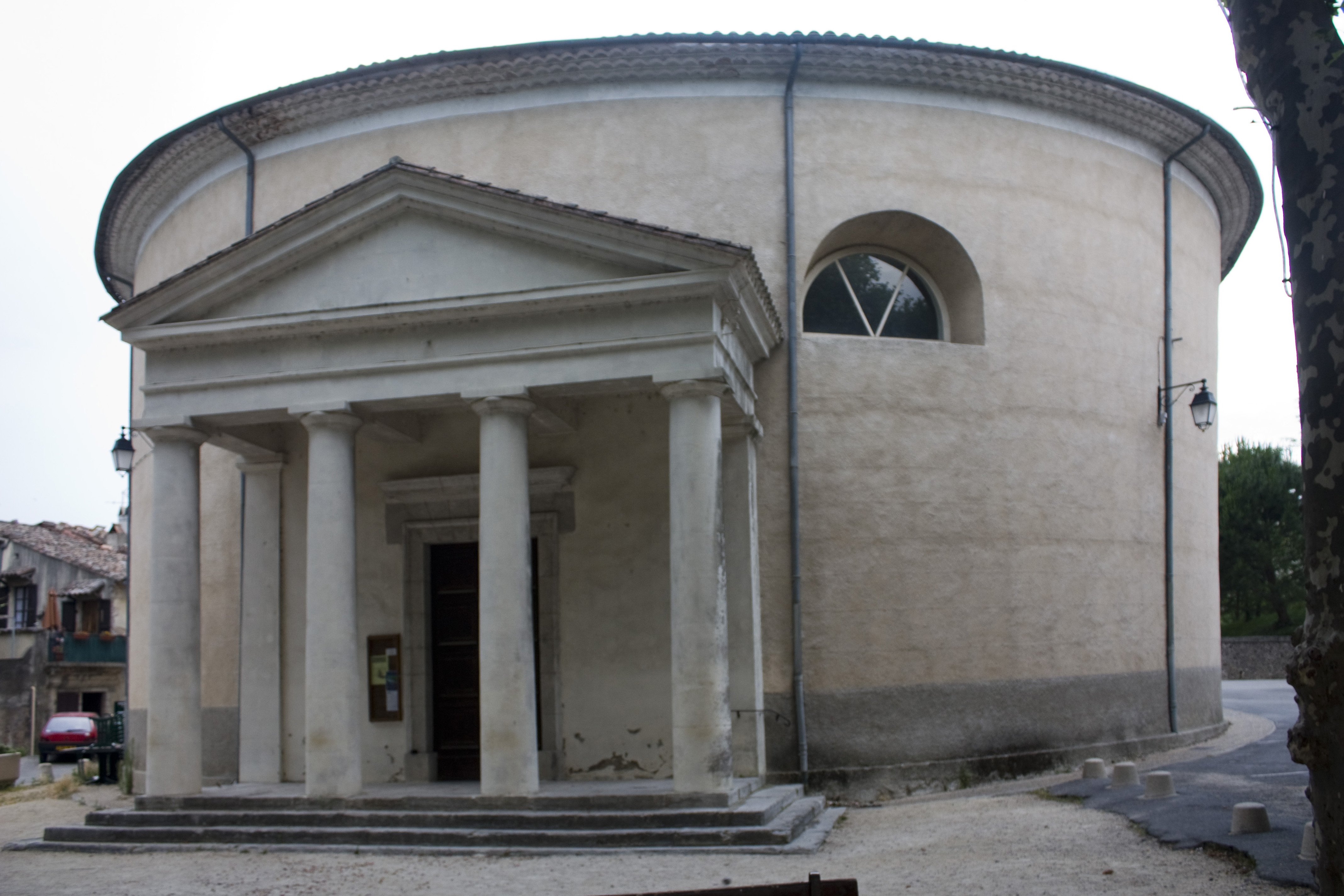
Protestantische Kirche

Lasalle ist eine französische Gemeinde mit 1166 Einwohnern (Stand 1. Januar 2022) im Département Gard in der Region Okzitanien.

## Geografie
Die Gemeinde Lasalle liegt im äußersten Südosten des Nationalparks Cevennen und gehört zum Randbereich des gleichnamigen Cevennengebirges. Die nächstgelegenen Großstädte Nîmes und Montpellier sind jeweils rund 65 Straßenkilometer entfernt und die Mittelstadt Alès befindet sich 32 Kilometer nordöstlich. Das Dorf Lasalle befindet sich im Tal des Flusses Salindrenque, welcher südlich des Ortes fließt und die natürliche Grenze zum nahegelegenen Nachbarort Saint-Bonnet-de-Salendrinque bildet. Abseits des Flusses besteht das Gemeindegebiet insbesondere aus bewaldetem Hügelland.
Die Nachbargemeinden von Lasalle sind Sainte-Croix-de-Caderle im Norden, Thoiras-Corbès im Osten, Saint-Bonnet-de-Salendrinque und Vabres im Südosten, Monoblet im Süden, Colognac im Westen und Soudorgues im Nordwesten.

### Infrastruktur
Die am Ort vorbeilaufende D39 bindet Richtung Süden an Saint-Hippolyte-du-Fort und auf diesem Weg letztlich auch an die Großstädte Montpellier und Nîmes an. Durch die D57 besteht über Thoiras und Anduze eine Verbindung zum Großraum von Alès. Das nordöstlich gelegene Saint-Jean-du-Gard kann nur über Thoiras oder über kleine Straßen durch das Hügelland erreicht werden.

## Geschichte und Kultur
Im 11. Jahrhundert gründeten Mönche des Benediktinerordens vor Ort eine Klosteranlage mit zugehörigen landwirtschaftlichen Gebäuden. Während der Reformation entwickelte sich Lasalle schnell zu einem von Protestanten dominierten Dorf. Im 16. bzw. 17. Jahrhundert wurden zwei Kirchen dieser Konfession an zwei verschiedenen Standorten zerstört. Nach dem 1685 erlassenen Edikt von Fontainebleau, das erneut die Religionsausübung der Protestanten massiv einschränkte, fanden vor Ort bereits ab Januar 1686 protestantische Geheimtreffen statt. Bis heute spielt die Konfession in Lasalle und Teilen der Region eine verstärkte Rolle, obwohl sie landesweit nur eine kleine Minderheit darstellt. Die lokale Wirtschaftsgeschichte war vor allem vom Seidenbau und einem daraus resultierenden Wohlstand geprägt. Letzterer ist daran erkennbar, dass im Tal der Salindrenque vermehrt kleine Schlösser und Herrenhäuser zu finden sind. Bekannt ist zudem, dass Lasalle im 19. Jahrhundert von Alphonse Daudet besucht wurde.
Ein bekanntes Bauwerk ist die heutige protestantische Kirche, welche am 5. Juli 1829 eingeweiht wurde. Sie zeichnet sich durch eine komplett runde Form und die Verwendung von Säulenelementen aus. Im Jahr 1853 wurde sie durch eine Privatspende mit einer Glocke ausgestattet. Bedeutend für die Ortsgeschichte ist die alte Brücke über die Salindrenque, welche mindestens seit dem 16. Jahrhundert Bestand hat und einst der einzige Übergang über den Fluss war. Entsprechend hatte sie einst eine große Bedeutung für den Handel entlang des Flusstals. Am Westrand des Ortes gibt es mit dem Gouffre du mourier in der Salindrenque eine Ansammlung großer Steine, die den Lauf des Flusses an dieser Stelle teils versperren und damit eine natürliche Badestelle schaffen. Im Ort liegt die katholische Kirche Saint-Pierre, welche vor ihrer Zerstörung durch die Protestanten im Jahr 1562 auf dem Hügel La Mouthe lag. Das heutige Gebäude entstand zwischen 1686 und 1689 unter Verwendung von Steinen aus der Cevennenregion. In ihrer unmittelbaren Nähe findet regelmäßig ein Straßenmarkt statt.
Einen wichtigen Stellenwert im kulturellen Jahreskalender hat seit 2001 das „Festival international du documentaire. Lasalle en Cévennes“, ein internationales Festival für Dokumentarfilme jeweils im Frühjahr.

## Bevölkerungsentwicklung
| Jahr      | 1962 | 1968 | 1975 | 1982 | 1990 | 1999 | 2007 | 2017 |
| --------- | ---- | ---- | ---- | ---- | ---- | ---- | ---- | ---- |
| Einwohner | 1184 | 1201 | 1018 | 1040 | 1007 | 1033 | 1055 | 1140 |

Die Bewohnerzahl lag 1793 noch bei 2083 und erlebte in den darauffolgenden Jahrzehnten einen leichten Aufwärtstrend bis auf den erfassten Höchstwert von 2538 Bewohnern im Jahr 1866. Von 2298 Menschen, die 1901 gezählt wurden, folgte besonders in der ersten Hälfte des 20. Jahrhunderts ein starker Abwärtstrend, sodass Lasalle 1954 nur noch 1199 Einwohner hatte. 1990 wurde mit 1007 Bewohnern ein historischer Tiefstand erreicht, auf den ein leichtes Bevölkerungswachstum folgte.